# ×Triticale rimpaui
Triticale rimpaui là một loài thực vật có hoa trong họ Hòa thảo. Loài này được (Wittm.) Muntz miêu tả khoa học đầu tiên năm 1936.